# Howl – Das Geheul
Howl – Das Geheul (Originaltitel: Howl) ist ein experimenteller, dokumentarischer Spielfilm von Rob Epstein und Jeffrey Friedman aus dem Jahr 2010. Er basiert auf dem Gedicht Howl von Allen Ginsberg und den Umständen seiner Veröffentlichung.

## Handlung
Der Film spielt in den späten 1950er Jahren in den Vereinigten Staaten. In einem Hauptstrang wird der Dichter Allen Ginsberg von einem Journalisten zu seinem Werk befragt. Ginsberg gibt ausführlich Auskunft und beschreibt seine rauschhafte Arbeitsweise, den Umgang mit gesellschaftlichen Tabuthemen, zu denen Selbstbefreiung, Homosexualität und der Gebrauch von Rauschmitteln gehören, und seinen sprachlichen Ansatz, der vor allem auf dem Sound des Jazz beruht.
Der zweite Strang gibt die gerichtliche Auseinandersetzung wieder, die auf die Veröffentlichung des Bandes folgte. In dem berühmt gewordenen Prozess stellt das Gericht 1957 fest, dass die Freiheit des Einzelnen die Veröffentlichung des Gedichtbandes rechtfertigt, auch wenn weite Teile des Textes durch die Öffentlichkeit als anstößig empfunden werden.
Darüber hinaus gibt es animierte Sequenzen, in denen der Film einzelne Szenen und insbesondere die Stimmungen aus den Gedichten aufgreift. In einer als Rückblick in schwarzweiß angelegten vierten Ebene wird das Six Gallery reading abgebildet, das in der Literaturgeschichte als Geburtsstunde der Beat Generation angesehen wird. Die Animationen basieren auf dem 1996 von Ginsberg zusammen mit Eric Drooker veröffentlichten Buch Illuminated Poems. Drooker wirkte bei Animation und Design des Films mit.

## Historische Bezüge
Im Film tauchen die wichtigsten Protagonisten der Beat Generation auf. Dazu gehören Neal Cassady, Jack Kerouac und Lawrence Ferlinghetti. Der amerikanische Staranwalt Jake Ehrlich wird von Jon Hamm dargestellt, der durch die Fernsehserie Mad Men berühmt wurde.

## Öffentliche Wahrnehmung
Howl lief 2010 sowohl bei der Berlinale als auch beim Sundance Filmfestival im Wettbewerb, konnte aber keinen Preis erringen. Bei den Kritikern löste er ein geteiltes Echo aus.

„Howl […] ist eine vielschichtige Annäherung, die irgendwie verspätet wirkt und versucht, ihre Verspätung durch, nun ja, Akkuratesse einzuholen. […] Diese Nähe [von Francos und Ginsbergs Intonationen] kann einem zugleich aber auch wie ein Verrat an den spontaneistischen Idealen der Beatgeneration vorkommen. […] Film wie Originalgedicht sind ein leidenschaftliches Plädoyer dafür, die eigenen sexuellen Wünsche, auch das eigene Anderssein zu akzeptieren. […] Letztlich ist Allen Ginsbergs Gedicht Howl ja eine Totenfeier (schon in der Anfangszeile: ‚I saw the best minds of my generation destroyed by madness…‘) und Beschwörung augenblicksbezogener Ekstasen, die zum Mitmachen und Proselytentum aufforderten. Und weil das alles schon so lange her ist, hat dieser Film, der versucht, die damalige Begeisterung mitzuteilen, und uns noch einmal zum Mitmachen auffordern möchte, auch etwas Vergebliches.“